# Singhasari
Singhasari (tiếng Indonesia lẫn tiếng Java: kerajaan Singhasari) là một nhà nước cổ theo đạo Hindu và đạo Phật của người Java, từng bá chủ miền đông Java trong thế kỷ 13. Kinh đô là Tumapel, sau đổi tên thành Kutaraja Singhasari (ngọi ô Malang ngày nay).
Singhasari do Ken Arok thành lập vào năm 1222. Theo Pararaton (Sách về các vị vua), thì Ken Arok xuất thân từ tầng lớp bình dân, mồi côi cha, nhưng là người tài cao chí lớn và may mắn có cơ hội theo học một tu sĩ. Ông đã từ chỗ là kẻ lưu manh, trở thành người hầu, rồi thành thủ lĩnh một xứ chư hầu của vương quốc Kediri. Sau đó, ông lật đổ được Kediri và lập nên vương quốc Singhasari, đẩy Kediri từ địa vị bá chủ xuống địa vị chư hầu. Ken Arok mất năm 1227 vì bị Anusapati ám sát báo thù, ở ngôi được 5 năm.
Anusapati trở thành vua thứ hai của Singhasari. Nhưng đến năm 1248, con của Ken Arok là Panji Tohjaya lại ám sát Anusapati báo thù cho cha và lên ngôi. Mới ở ngôi được vài tháng thì một người anh em họ của ông là Ranggawuni lại ám sát ông để cướp ngôi.
Ranggawuni ở ngôi được 20 năm thì qua đời. Con trai ông là Kertanegara kế vị. Dưới thời Kertanegara, Singhasari trở nên hùng mạnh, bá chủ Java. Ông còn mở những cuộc viễn chinh tới đảo Bali, quần đảo Maluku, bán đảo Mã Lai để thiết lập vị thế của Singhasari trong mạng lưới buôn bán hương liệu và gia vị. Năm 1289, hoàng đế nhà Nguyên là Hốt Tất Liệt sai sứ tới Singhasari đòi triều cống. Kertanegara đã bắt sứ giả của nhà Nguyên, rạch mặt và cắt tai sứ giả rồi thả về. Biết nhà Nguyên tất sẽ đánh mình, ông gấp rút chuẩn bị chiến đấu và phái quân chinh phạt Jambi để củng cố lãnh địa của mình. Không may, Jayakatwang, một hoàng tử của Kediri, đã nhân cơ hội quân của Kertanegara còn lại trong nước không nhiều mà nổi dậy và giết hại Kertanegara trong một lễ cầu nguyện.
Ngay sau đó, Singhasari bị quân Nguyên tấn công và bị diệt vong.
Chính nhờ Singhasari, văn hóa Java được truyền bá sang các dân tộc không phải Java ở quần đảo Sunda, bắt đầu một thời kỳ mà các sử gia gọi là Java hóa. Singhasari đặt nền móng cho đế quốc Majapahit của người Java sau này.

## Hình ảnh

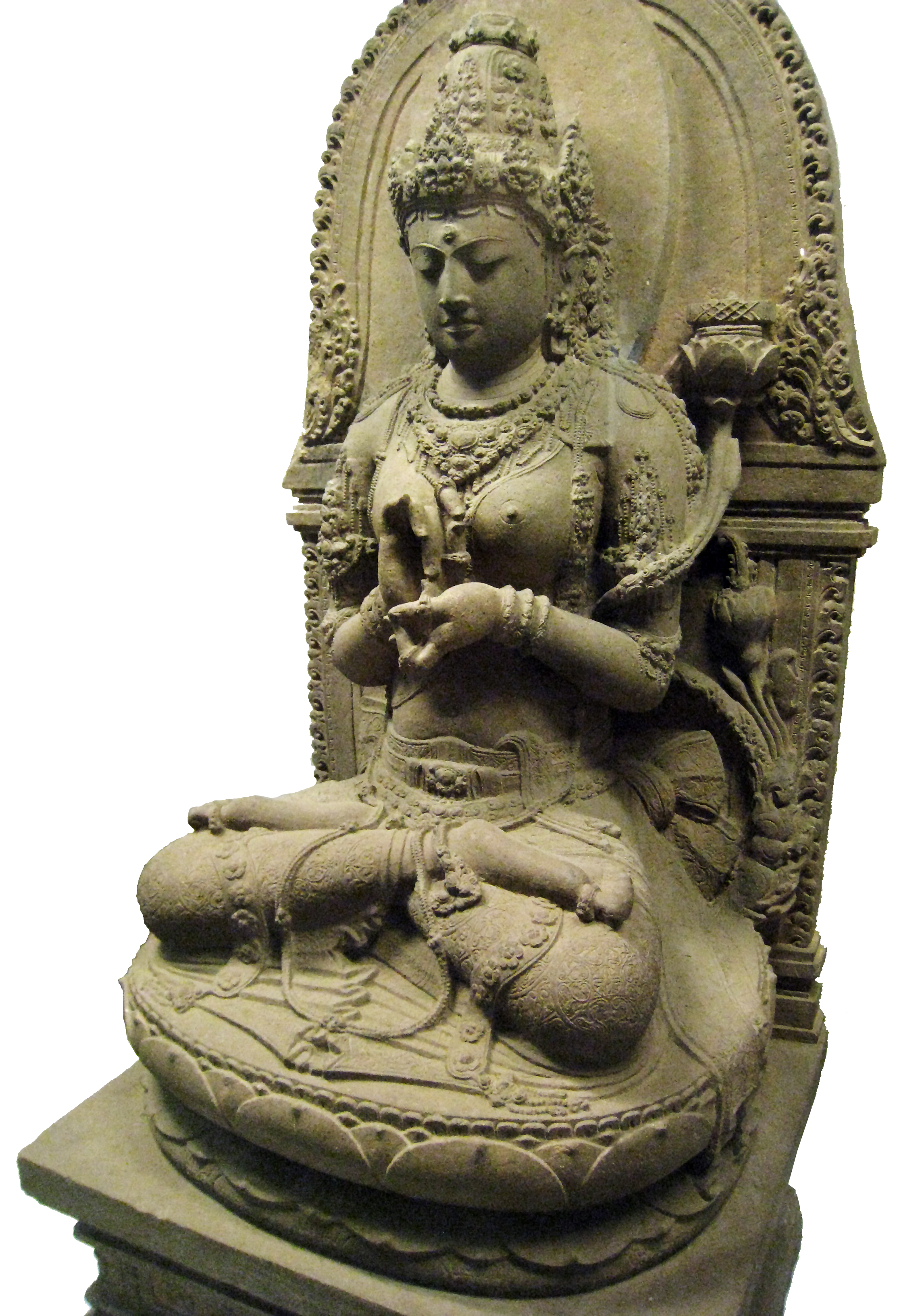
Tượng Prajnaparamita tìm thấy gần đền Singhasari được cho là chân dung của Hoàng hậu Ken Dedes, vợ của Ken Arok. Bức tượng hiện được trưng bày tại Bảo tàng Quốc gia Indonesia.
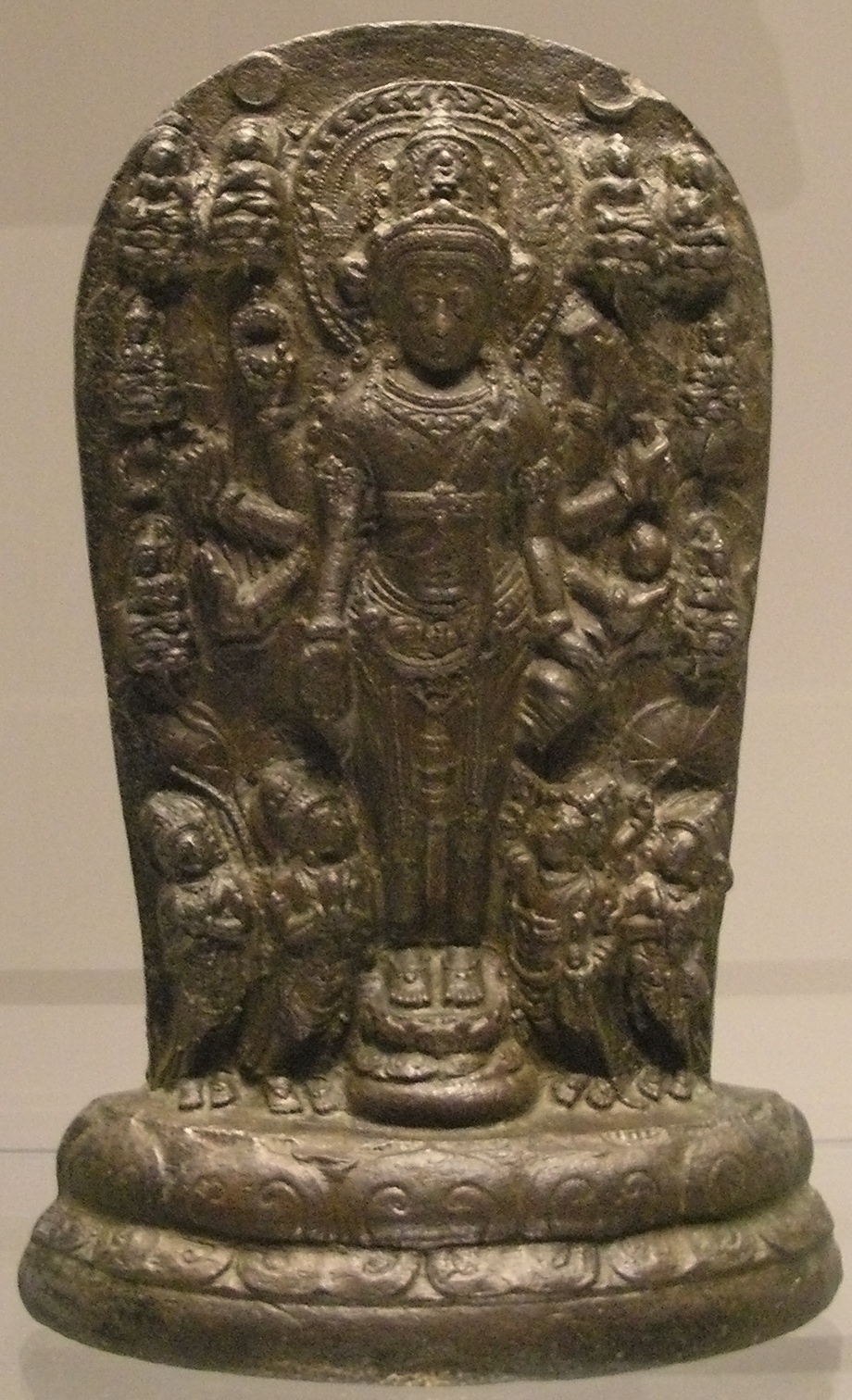
Điêu khắc Mandala có niên đại Singhasari. Hiện vật trưng bày tại Museum für Indische Kunst Dahlem Berlin.
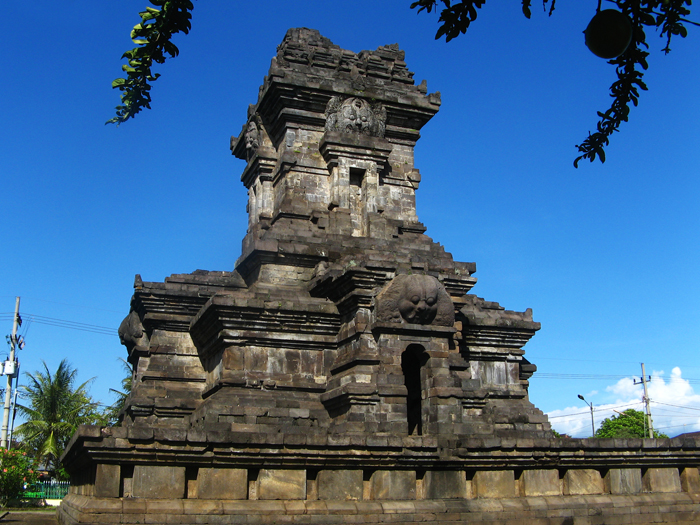
Đền Singahasari ở Singosari, Đông Java, Indonesia.